# Sto procent
Sto procent (tytuł oryginalny: Njeqind për qind) – albański film fabularny z roku 1993 w reżyserii Artana Minarolliego.

## Opis fabuły
Utrzymany w stylizacji tragifarsy film paradokumentalny, odnosi się do realiów albańskich wyborów parlamentarnych w okresie rządów Envera Hodży. Tytuł odnosi się do pożądanej wówczas frekwencji wyborczej, którą lokalne organy władzy starają się osiągnąć jak najszybciej.
Film realizowano w Tiranie.

## Obsada
- Niko Kanxheri jako Fane Çela
- Mehdi Malkaj jako towarzysz Bajram
- Elida Mevlani jako żona Fane
- Arben Dervishi jako klarnecista
- Bashkim Qesja jako dziennikarz